# Шемина
Шемина́ (фр. и окс. Cheminas) — коммуна во Франции, находится в регионе Рона — Альпы. Департамент коммуны — Ардеш. Входит в состав кантона Турнон-сюр-Рон. Округ коммуны — Турнон-сюр-Рон.
Код INSEE коммуны — 07063.
Коммуна расположена приблизительно в 460 км к юго-востоку от Парижа, в 75 км южнее Лиона, в 45 км к северу от Прива.

## Население
Население коммуны на 2008 год составляло 264 человека.
| 1962 | 1968 | 1975 | 1982 | 1990 | 1999 | 2008 |
| ---- | ---- | ---- | ---- | ---- | ---- | ---- |
| 245  | 270  | 212  | 206  | 193  | 226  | 264  |

## Экономика

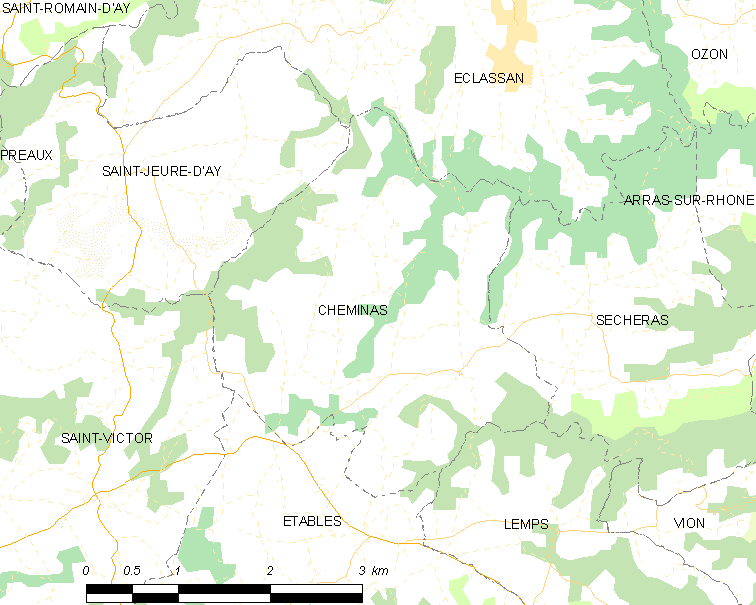
Карта коммуны

В 2007 году среди 161 человека в трудоспособном возрасте (15—64 лет) 128 были экономически активными, 33 — неактивными (показатель активности — 79,5 %, в 1999 году было 72,3 %). Из 128 активных работали 119 человек (61 мужчина и 58 женщин), безработных было 9 (6 мужчин и 3 женщины). Среди 33 неактивных 11 человек были учениками или студентами, 13 — пенсионерами, 9 были неактивными по другим причинам.